# 尼姆申
49°10′32″N 24°38′50″E / 49.17556°N 24.64722°E
尼姆申（烏克蘭語：Німшин），是烏克蘭西部的村莊，隸屬伊萬諾-弗蘭科夫斯克州的伊萬諾-弗蘭科夫斯克區。該村始建於1954年，面積6.8平方公里，2001年人口523，人口密度每平方公里76.5人。